# Gond Ferenc
Gond Ferenc (Lőcse, 1919.  augusztus 4. – 1983 után)  Kossuth-díjas magyar gépészmérnök, feltaláló.

## Családja
Gond Ferenc (1879–1959) irodaigazgató és Fröhlich Mária (1891–1954) gyermekeként született. Testvére Gond Pál (1921–?) közgazdász. Felesége Gálitzky Amália, Horváth Anna (1897–1983) színésznő lánya volt. Házasságukból két leánygyermek született: Júlia és Mária.

## Életpályája
A Budapesti Műszaki Egyetemen szerzett gépészmérnöki diplomát. A Csepel Művek mérnöke lett. A Rákosi Mátyás Vas- és Fémművek dolgozójaként kapott 1956-ban megosztott Kossuth-díjat. Gond Ferenc kidolgozta a műtrágyagyárak reaktorainak tekercselt gyártástechnológiáját. Később a budapesti Kőolaj- és Gázipari Tervező Vállalat műszaki-gazdasági tanácsadójaként dolgozott.; az általa 100 %-ban feltalált "Eljárás folyadékfilm kialakítására és hozzá való filmesítő lemez hőcserélők függőleges filmesítő elmein" című szolgálati találmány 158.122 lajstromszám alatt szabadalmat kapott.

## Díjai, elismerései
- 1956 – Kossuth-díj III. fokozat [9](A díj Szigeti László gépészmérnökkel (Vegyiműveket Tervező Vállalat) egyenlő arányban megosztva) [10]

## Könyve
- Fémszórás (Népszava Szakszervezetek Országos Tanácsa Lap- és Könyvkiadóvállalata, Budapest, 1952); társszerzők:  Hansel Károly és Kenderi Tibor) .[11]